# Храпков, Владимир Борисович
Храпко́в Влади́мир Бори́сович (род. 19 апреля 1955, с. Покровское, Покровский район, Свердловская область) — российский военный деятель культуры: певец, композитор, поэт, геральдист; Заслуженный деятель искусств Российской Федерации, полковник в отставке.

## Биография
Родился 19 апреля 1955 года в селе Покровском (ныне в Каменском районе Свердловской области).
В 1972 году окончил Покровскую среднюю школу, в 1973 году поступил в Львовское высшее военно-политическое училище на факультет культурно-просветительной работы.
Окончив в 1978 году училище и получив воинское звание лейтенант, был назначен на должность инструктора офицерского клуба. Далее занимал различные должности по восходящей линии в военных учреждениях культуры.
В 1983 году в качестве советника по культуре выполнял боевые задачи в Сирийской Арабской Республике в составе группы советских военных специалистов, за что был удостоен сирийской государственной награды — медали «За подготовку».
В 1993 году, будучи заместителем начальника гарнизонного Дома офицеров 10-го корпуса ПВО особого назначения, майор Храпков принял участие в конкурсе Минобороны России на создание новой символики родов войск и видов Вооружённых Сил, в котором победил в номинации «Новый символ Войск ПВО».
В 1994 году вошёл в состав отдела геральдики и символики Министерства обороны Российской Федерации. Участвовал в деятельности по выполнению задач геральдического обеспечения ВС РФ, проведению геральдической экспертизы проектов и образцов флагов, знаков отличия, знаков различия по принадлежности к воинским формированиям и частям. В ходе работы Храпковым было создано и утверждено огромное[уточнить] количество военно-геральдических символов, в том числе нарукавный знак Верховного главнокомандующего Вооруженными Силами — Президента Российской Федерации.
В 2000 году, будучи офицером Экспертно-аналитического управления Генерального штаба Вооружённых Сил Российской Федерации, полковник Храпков стал инициатором создания и возглавил созданный Приказом Министра обороны РФ от 22 апреля 2000 года № 194 Центр военной песни Вооружённых Сил Российской Федерации. На базе Центра военной песни был создан первый в России музей военной песни и музыки, руководителем которого также был назначен Храпков.
Создал четыре духовых и два эстрадных оркестра, три ансамбля русских народных инструментов и 11 вокально-инструментальных и даже солдатский джаз-диксиленд. Руководимые им творческие коллективы неоднократно занимали призовые места в конкурсах и фестивалях, выступали на сценических площадках Вооружённых Сил и Москвы. Сам же он в составе концертных бригад выступал в ходе учений на полигонах, в «горячих точках» и госпиталях.
Закончил службу в армии полковник Храпков в 2005 году начальником отдела культуры Главного управления воспитательной работы Вооруженных Сил РФ.
В 2017 году был начальником группы военно-патриотической песни отдела культуры — руководителем музея военной песни и музыки Центрального дома Российской армии имени М. В. Фрунзе, художественным руководителем и солистом военного эстрадного ансамбля «Золотые звезды».

## Достижения
- Автор-исполнитель собственных песен, созданных в различных жанрах. Песни Владимира Храпкова также исполнялись Народной артисткой РФ Валентиной Толкуновой, в репертуаре народных артистов России: Эдуарда Лабковского, артиста театра и кино Александра Михайлова, Александра Буйнова, Эмина Бабаева, а так же ансамблей песни и пляски ВДВ, РВСН «Красная звезда», ВКС и других коллективов и исполнителей.
- Автор множества военно-геральдических символов, эмблем, гербов, десятков медалей и памятных знаков[9].
- Автор проекта памятника «Защитникам воздушных рубежей Отечества» установленного в Главном штабе ВВС.
- Автор проектов патриотического направления:
  - нештатный Центр военной песни ВС РФ
  - телепрограмма «Военная лира» Центральной теле- и радиовещательной студии Минобороны России на телеканале «Звезда»
  - военный эстрадный ансамбль «Золотые звезды»
  - конкурс на создание песен героико-патриотической тематики «Военная песня — гордость Отечества!» (2017 г.)
  - музей военной песни и музыки (первый в России 2001 г.)
  - песенный архив, нотная библиотека и музыкальная фонотека военных и патриотических песен (2002 г.)
  - сценарий театрализованного концерта «С песней к Победе», написанный по просьбе начальника Академического ансамбля песни и пляски Российской Армии имени А. В. Александрова

## Звания и награды

### Звания
- Заслуженный деятель искусств Российской Федерации
- Почётный сотрудник Военно-геральдической службы ВС РФ
- Дипломант Союза композиторов СССР
- Магистр изящных искусств
- Воин-интернационалист
- Ветеран боевых действий
- Ветеран военной службы

### Государственные и ведомственные награды
- Орден Почёта
- Медаль «За боевые заслуги»
- Медаль «70 лет Вооружённых Сил СССР»
- Медаль «За трудовую доблесть»
- Медаль «За укрепление боевого содружества»
- Медаль «Генерал-майор Александр Александров»
- Медаль «200 лет Министерству обороны»
- Медаль «За безупречную службу» I, II и III степени
- Памятный знак «Николай Римский-Корсаков»
- Памятный знак «За благородство помыслов и дел» (МВД России)

### Награды иностранных государств
- Медаль «За подготовку» (Сирия)
- Знак «За укрепление боевого содружества» (ЧССР)
- Диплом Посла Республики Куба в Российской Федерации — за создание песни «Москва и Гавана»

### Общественные награды
- Орден «За службу России» (Национальная премия «Великие люди Великой России»)
- Медаль «За офицерскую честь» (Общероссийская организация «Офицеры России»)
- Памятный знак «За заслуги» (ООО ветеранов Вооруженных Сил Российской Федерации)
- Почётный знак «За труды в военной культуре» (Центральный Дом Российской Армии)
- Почётный серебряный знак Центрального музея Вооруженных Сил;
- Памятная медаль фронтового корреспондента Константина Симонова (ФГУП "Издательский дом «Красная звезда»)
- Наградной знак "Орден «В. В. Маяковский» к литературно-общественной премии «Светить всегда» (Союз писателей Евразии и Союз писателей-переводчиков Московской городской и Московской областной организаций Союза писателей)
- Медаль «За труды в военной литературе» (РОО «Союз писателей баталистов-маринистов»)
- Почётный знак «Золотое перо Московии» (Союз писателей России — Подмосковья)
- Почётный знак «Сподвижнику геральдики» 2-й степени имени А. Б. Лакиера

### Членство в организациях
- Член Союза писателей России
- Член-корреспондент Всероссийского Геральдического Общества
- Член Президиума Русской Геральдической Коллегии
- Герольд «Золотой лиры» Русской Геральдической Коллегии
- Секретарь военно-геральдической группы Главного управления воспитательной работы Вооруженных Сил Российской Федерации
- Советник по культуре Союза ветеранов Сирии
- Член Региональной общественной организации «Союз писателей баталистов-маринистов»
- Почётный член Военно-научного общества секции «Культура и искусство» ЦДРА
- Член Союза ветеранов Военного института иностранных языков[10]